# Anna-Monika Prize
Der Anna-Monika Prize ist eine Auszeichnung der Anna-Monika-Stiftung mit Sitz in Düsseldorf, die seit 1966 alle zwei Jahre vergeben wird. Der Preis ist mit 25.000 Euro dotiert und soll besondere Forschungsleistungen auf dem Gebiet der biologischen Ursachen und der funktionellen Störungen der Depression honorieren.
Die Stiftung wurde 1965 von dem Dortmunder Kaufmann Peter Rehme († 1978) in Erinnerung an seine Tochter Anna-Monika ins Leben gerufen, die schwer an einer Depression erkrankt war.
Erster Vorsitzender des Preiskomitees war von 1965 bis 1971 Friedrich Panse, ihm folgten von 1971 bis 1989 Paul Kielholz, von 1989 bis 1999 Hanfried Helmchen und von 1999 bis 2013 Fritz Henn. Seit 2013 ist Rainer Rupprecht Vorsitzender des Preiskomitees.

## Preisträger
Auf der Webseite der Stiftung werden die Preise als verschiedene Kombinationen von ersten, zweiten und dritten Preisen dokumentiert.
| Auflage | Jahre     | Preisträger (1. Preise)                                                                         | Preisträger (2. Preise)                                                                          | Preisträger (3. Preise)                                             |
| ------- | --------- | ----------------------------------------------------------------------------------------------- | ------------------------------------------------------------------------------------------------ | ------------------------------------------------------------------- |
| 01.     | 1966/1967 | - Joseph Jacob Schildkraut und Mitarbeiter                                                      | - Jules Angst                                                                                    |                                                                     |
| 02.     | 1968/1969 | - Mogens Schou und Mitarbeiter                                                                  | - Alec Coppen und David Murray Shaw                                                              | - Gerald Curzon und Mario Perez-Reyes                               |
| 03.     | 1970/1971 | - Folke Sjöqvist und Mitarbeiter - William E. Bunney, Frederick K. Goodwin und Dennis L. Murphy | - Norbert Matussek                                                                               | - Burkhard Pflug und Rainer Tölle                                   |
| 04.     | 1972/1973 | - George Winokur                                                                                | - James W. Maas - Merton Sandler und Moussa B. H. Youdim                                         | - Herman M. van Praag - Leopold Flohé                               |
| 05.     | 1974/1975 | - Arvid Carlsson                                                                                | - Edward J. Sachar                                                                               | - Per Kragh-Sørensen - Marie Asberg                                 |
| 06.     | 1976/1977 | - Martin Roth                                                                                   | - Fridolin Sulser - A. R. Green und David Grahame Grahame-Smith                                  | - David J. Kupfer                                                   |
| 07.     | 1978/1979 | - Solomon H. Snyder                                                                             | - Max Fink                                                                                       | - Elliot S. Gershon                                                 |
| 08.     | 1980/1981 | - Julien Mendlewicz - Salomon Z. Langer                                                         |                                                                                                  | - Bernard J. Carrol - Anna Wirz-Justice und Thomas A. Wehr - J. May |
| 09.     | 1982/1983 | - Irwin J. Kopin                                                                                | - Jerzy Vetulani und Robert H. Belmaker                                                          | - Per Bech                                                          |
| 10.     | 1984/1985 |                                                                                                 | - Detlev von Zerssen, Mathias Berger, Peter Doerr - Gerald L. Klerman, Myrna M. Weissman         | - Alexander Borbély - Kenneth J. Kellar                             |
| 11.     | 1986/1987 | - Janice A. Egeland und Mitarbeiter                                                             | - Charles B. Nemeroff                                                                            | - Joachim E. Schultz                                                |
| 12.     | 1988/1989 | - Robert M. Post                                                                                | - Gregor Laakmann                                                                                | - Helmut Wachtel                                                    |
| 13.     | 1990/1991 |                                                                                                 | - Norman E. Rosenthal und Thomas A. Wehr - Giorgio Racagni - Sofia Avissar und Gabriel Schreiber |                                                                     |
| 14.     | 1992/1993 | - Hans Ågren                                                                                    | - Beth J. Hoffmann - Hans Förstl                                                                 | - Paul Linkowski                                                    |
| 15.     | 1994/1995 | - Dennis S. Charney und George R. Heninger - Pedro L. Delgado                                   | - Nicholas Barden                                                                                | - Phil Skolnick                                                     |
| 16.     | 1996/1997 | - Kenneth S. Kendler                                                                            |                                                                                                  | - Isabella Heuser                                                   |
| 17.     | 1998/1999 | - Lewis L. Judd - Hagop S. Akiskal                                                              |                                                                                                  |                                                                     |
| 18.     | 2000/2001 | - Ronald S. Duman                                                                               |                                                                                                  |                                                                     |
| 19.     | 2002/2003 | - Florian Holsboer                                                                              |                                                                                                  |                                                                     |
| 20.     | 2004/2005 | - Elliot S. Gershon                                                                             |                                                                                                  |                                                                     |
| 21.     | 2006/2007 | - Alexander H. Glassman                                                                         |                                                                                                  |                                                                     |
| 22.     | 2008/2009 | - Aaron T. Beck - Gerhard Sanacora und John H. Krystal                                          |                                                                                                  |                                                                     |
| 23.     | 2010/2011 | - Eric J. Nestler                                                                               | - Rainer Rupprecht                                                                               |                                                                     |
| 24.     | 2012/2013 | - Alan F. Schatzberg                                                                            |                                                                                                  |                                                                     |
| 25.     | 2014/2015 | - Ned H. Kalin - Carmine Pariante                                                               |                                                                                                  |                                                                     |
| 26.     | 2016/2017 | - Eero H. Castrén                                                                               | - Michael Bauer                                                                                  |                                                                     |
| 27.     | 2018/2019 | - Andrew H. Miller                                                                              | - Diego H. Pizagalli - Manuel Mameli                                                             |                                                                     |
| 28.     | 2022/2023 | - Helen S. Mayberg - Lisa Monteggia und Ege Kavalali                                            | - Mark Rasenick                                                                                  |                                                                     |